# Het grote slapen
Het grote slapen (oorspronkelijke Engelstalige titel: The Big Sleep) is een in 1939 gepubliceerde hard-boiled detectiveroman van Raymond Chandler. Het is de eerste roman waarin Chandler het personage Philip Marlowe opvoert. Het boek werd tweemaal verfilmd: eerst als de film noir The Big Sleep (1946), gevolgd door de remake The Big Sleep (1978). De roman wordt vermeld op Le Mondes 100 boeken van de eeuw. In 1973 verscheen bij uitgeverij Bruna een vertaling van J. van Woensel onder de titel Het grote slapen, inmiddels uit druk.

## Samenvatting
Het verhaal speelt zich af in Los Angeles en is opmerkelijk vanwege zijn complexiteit, met veel intriges en onverwachte wendingen. 
Privédetective Philip Marlowe wordt ingehuurd door generaal Sternwood, een rijke, verlamde man die Marlowe vertelt dat hij zijn hulp wil omdat zijn dochter Carmen gechanteerd wordt door Arthur Gwynn Geiger, een boekhandelaar. Marlowe aanvaardt de opdracht. Voor zijn vertrek wordt hij tegengehouden door Vivian, de tweede dochter van generaal. Zij denkt dat hij werd ingehuurd om haar echtgenoot Rusty Regan, die de vorige maand spoorloos verdween, terug te vinden. Marlowe gaat naar Geigers boekhandel en ontdekt dat het een uitleenzaak voor pornografische boeken is. Marlowe spoort Geiger op. Het is een regenachtige nacht en hij volgt met zijn wagen de man tot aan zijn huis. Hij ziet dat ook Carmen Sternwood binnen is. Opeens is er een flits (van een fototoestel), gevolgd door een schreeuw van Carmen. Marlowe nadert Geigers huis om te zien wat er is gebeurd, en er weerklinken drie geweerschoten, gevolgd door de snelle voetstappen van de ontsnappende schutter. Binnen treft hij Carmen aan. Ze zit gedrogeerd en naakt op een stoel voor een camera, met aan haar voeten het lijk van Geiger die foto's van haar nam. De film is echter uit de camera genomen. Marlowe brengt het meisje naar haar huis, maar wanneer hij terugkeert, is Geigers lichaam verdwenen. De volgende dag laat de politie hem weten dat de auto van de Sternwoods werd gevonden, van een pier in de oceaan gereden, met het lijk van de chauffeur Owen Taylor er nog in. De politie vraagt ook of Marlowe op zoek is naar Regan. Marlowe gaat dan verder met zijn onderzoek, dat zeer complex zal zijn.
Naarmate het verhaal zich ontvouwt, begint Marlowe erachter te komen dat Taylor verliefd was op Carmen Sternwood, en dat het Taylor was die Geiger had gedood als vergelding voor de compromitterende foto's die Geiger van Carmen had genomen. Ook een andere figuur, een zekere Joe Brody, lijkt iets met de moord op Geiger te maken te hebben, maar ook hij zal uiteindelijk worden vermoord. Het blijkt dat Brody en Agnes Lozelle, een medewerker van Geiger, het plan hadden opgevat om Geigers winstgevende zaakje over te nemen. Brody is ook in het bezit van de negatieven en afdrukken van de schandalige foto's van Carmen Sternwood, die hij had gebruikt om Carmens zus, Vivian, geld afhandig te maken. Als Marlowe later probeert informatie en de foto’s van zijn client van Brody los  te krijgen wordt Brody vermoord door Carol Lundgren, Geigers homoseksuele minnaar, die dacht dat Brody Geiger had gedood. Zelfs als de detective uiteindelijk beslag weet te leggen op de foto's, blijkt het verhaal over de chantage niet te kloppen, en Marlowe zet zijn onderzoek verder.